# Mads Bonde Sturup
Mads Bonde Stürup (Gladsaxe, Dinamarca, 24 de mayo de 1997) es un jugador danés de baloncesto. Su posición es la de escolta, y actualmente forma parte del San Sebastián Gipuzkoa Basket Club de la Primera FEB. Además, es internacional absoluto con la Selección de baloncesto de Dinamarca.

## Carrera deportiva
Nacido en Gladsaxe (Dinamarca), es un jugador formado en el Fog Naestved de la liga danesa. Mads fue internacional con su selección en diversos torneos y en 2016 mostraría sus condiciones en LEB Plata en el Óbila Club de Basket con la intención de ayudar al equipo y seguir progresando como jugador. 

### Liga EBA y debut en ACB
Para la temporada 2017-18, pasa del Óbila CB al Iberostar Tenerife. El internacional por Dinamarca ficha por el club lagunero, pero es cedido al RCN Tenerife de Liga EBA, club con el que mantiene un acuerdo para la formación de jóvenes promesas. El 24 de septiembre se proclama campeón de la Copa Intercontinental FIBA con el primer equipo al ganar a Guaros de Lara 76-71. En el Náutico, promediaría en su primera temporada  8,2 puntos y 2,7 rebotes.
El 3 de diciembre de 2017, Mads Bonde Stürup debuta en partido oficial con el Iberostar Tenerife, convirtiéndose en el primer jugador danés en jugar con la camiseta aurinegra. Llegó a disputar un total de 4 partidos en ACB esa temporada, además de competir en la Champions League.
En su segunda temporada en el RCN Tenerife mejora sus prestaciones, llegando a unos promedios de 10.4 puntos, 2.8 rebotes y 2.1 asistencias. Siguió alternando partidos con el Iberostar Tenerife, tanto en ACB como en la Champions League, pero su presencia esa temporada con el primer equipo fue menor.

### Retorno a Segunda FEB/ LEB Plata
En la temporada 2019-20, el escolta internacional danés regresó a LEB Plata, incorporándose en las filas del CB Zamora. En un equipo que luchaba por el ascenso, Mads consiguió ganarse la titularidad y disfrutar de minutos, aunque justo cuando estaba jugando su mejor baloncesto, (venía de promediar en los últimos partidos 7,5 puntos, 4 rebotes y 1,5 asistencias) la liga se suspendió a causa de la pandemia ocasionada por el Covid 19.
En agosto de 2020, firma por el CB Pardinyes de la Liga LEB Plata.
Aunque el objetivo del equipo era, al ser un recién ascendido, mantenerse en la categoría, un gran juego colectivo permitió al equipo de Lleida terminar con un balance de 13-13 en temporada regular, finalizando en 7ª posición y disputando los playoffs de ascenso a LEB Oro, siendo eliminados en primera ronda por el Zornotza ST. Durante toda la temporada Mads fue uno de los pilares del equipo, liderando a su equipo en anotación y siendo el segundo jugador en valoración del equipo. Sus promedios finales fueron 11 puntos, 2,5 rebotes y 1,7 asistencias en 26 partidos disputados.

### Primera FEB/ LEB Oro
El 22 de julio de 2021, firma por el Bàsquet Girona de la Liga LEB Oro. Debutó el 9 de octubre, partido en el que su equipo logró la victoria frente a Juaristi ISB por 63-70, logrando Mads 6 puntos y 2 rebotes en 11 minutos en pista. En la jornada 21 de liga, en el partido frente a Club Baloncesto Almansa, anotó su punto número 1000 en liga regular en competiciones FEB.
El 19 de junio de 2022 consigue el ascenso a la Liga ACB tras ganar al Movistar Estudiantes en el partido por el ascenso, por 66-60. Un mes después, el 19 de julio de 2022, renueva su contrato con el Bàsquet Girona. Para la temporada 2022/23, es cedido al club CB Almansa de la Liga LEB Oro. Al final de la temporada termina su cesión en el equipo manchego, no renovando tampoco el Bàsquet Girona su contrato, quedando como agente libre.
El 26 de septiembre de 2023, firma por el San Sebastián Gipuzkoa Basket Club de la Liga LEB Oro. En la jornada 10 de la temporada 2023-24, en el partido que su equipo disputó frente al CB Valladolid, alcanzó la cifra de 200 partidos disputados en liga regular. El 15 de julio de 2024 renueva por el conjunto guipuzcoano.

## Carrera internacional
En 2013 participó con la selección de Dinamarca en el Europeo Sub-16 celebrado en Bosnia y Herzegovina. Al año siguiente dio el salto a la Sub-18. Desde el año 2018 es internacional absoluto. En 2020 fue convocado con la selección absoluta para jugar los partidos clasificatorios para el Eurobasket del año 2022.

## Estadísticas de su carrera en FEB

### Temporada regular
|  | Denota temporadas en las que su equipo logró el ascenso. |

| Año     | Liga        | Equipo    | PJ  | PT  | MPP  | %TC  | %3P  | %TL  | RPP | APP | ROB | TPP | PPP  |
| ------- | ----------- | --------- | --- | --- | ---- | ---- | ---- | ---- | --- | --- | --- | --- | ---- |
| 2016-17 | Segunda FEB | Obila CB  | 30  | 0   | 10.3 | .403 | .357 | .630 | 1.0 | .5  | .3  | .1  | 2.8  |
| 2017-18 | Tercera FEB | Tenerife  | 21  | 21  | 20.1 | .415 | .167 | .805 | 2.7 | .6  | .8  | .1  | 8.2  |
| 2018-19 | Tercera FEB | Tenerife  | 20  | 20  | 24.2 | .467 | .378 | .833 | 2.8 | 2.1 | 1.4 | .4  | 10.4 |
| 2019-20 | Segunda FEB | Zamora    | 25  | 25  | 22.4 | .350 | .260 | .870 | 3.0 | 1.3 | .8  | .1  | 6.5  |
| 2020-21 | Segunda FEB | Lleida    | 26  | 26  | 24.3 | .493 | .344 | .763 | 2.5 | 1.7 | .8  | .1  | 11.0 |
| 2021-22 | Primera FEB | Girona    | 34  | 11  | 15.5 | .393 | .176 | .824 | 2.1 | .3  | .3  | .1  | 3.6  |
| 2022-23 | Primera FEB | Almansa   | 34  | 11  | 18.3 | .368 | .271 | .690 | 1.8 | 1.0 | .4  | .1  | 3.7  |
| 2023-24 | Primera FEB | Guipúzcoa | 34  | 20  | 13.0 | .557 | .426 | .591 | 1.6 | .8  | .2  | .1  | 3.4  |
| 2024-25 | Primera FEB | Guipúzcoa | 28  | 18  | 15.2 | .514 | .306 | .500 | 1.6 | .5  | .4  | .1  | 3.1  |
| Total   | Total       | Total     | 252 | 152 | 17.8 | .435 | .297 | .750 | 2.0 | .9  | .5  | .1  | 5.5  |

### Playoffs
| Año     | Liga        | Equipo   | PJ | PT | MPP  | %TC  | %3P  | %TL  | RPP | APP | ROB | TPP | PPP |
| ------- | ----------- | -------- | -- | -- | ---- | ---- | ---- | ---- | --- | --- | --- | --- | --- |
| 2016-17 | Segunda FEB | Obila    | 3  | 0  | 5.2  | .500 | .000 | .000 | .3  | .0  | .0  | .0  | .7  |
| 2020-21 | Segunda FEB | Lleida   | 2  | 2  | 26.4 | .438 | .200 | .000 | 2.5 | 1.5 | .5  | .0  | 7.5 |
| 2021-22 | Primera FEB | Girona   | 5  | 0  | 12.0 | .250 | .143 | .500 | 2.0 | .6  | .2  | .2  | 1.8 |
| 2023-24 | Primera FEB | Gipuzkoa | 5  | 2  | 15.2 | .400 | .429 | .0   | 1.0 | .4  | .2  | .2  | 2.2 |
| 2024-25 | Primera FEB | Gipuzkoa | 0  | 0  | 0    | .0   | .0   | .0   | .0  | .0  | .0  | .0  | .0  |
| Total   | Total       | Total    | 15 | 4  | 12.8 | .366 | .142 | .400 | 1.6 | .6  | .2  | .1  | 2.6 |

- Nota: Hasta la temporada 2024-25, la Primera FEB se llamaba LEB Oro, Segunda FEB se llamaba LEB Plata y Tercera FEB se llamaba Liga EBA.

## Estadísticas de su carrera en ACB

### Temporada regular en ACB
| Año     | Liga  | Equipo   | PJ | PT | MPP | %TC  | %3P  | %TL   | RPP | APP | ROB | TPP | PPP |
| ------- | ----- | -------- | -- | -- | --- | ---- | ---- | ----- | --- | --- | --- | --- | --- |
| 2017-18 | ACB   | Tenerife | 4  | 0  | 4.0 | .000 | .500 | 1.000 | .0  | .3  | .3  | .0  | 2.5 |
| 2018-19 | ACB   | Tenerife | 5  | 0  | 1.0 | .000 | .000 | .000  | .0  | .2  | .0  | .0  | .0  |
| Total   | Total | Total    | 9  | 0  | 2.2 | .000 | .500 | 1.000 | .0  | .2  | .1  | .0  | 1.1 |

### Competición Europea
| Año     | Liga             | Equipo   | PJ | PT | MPP  | %TC  | %3P  | %TL   | RPP | APP | ROB | TPP | PPP |
| ------- | ---------------- | -------- | -- | -- | ---- | ---- | ---- | ----- | --- | --- | --- | --- | --- |
| 2017-18 | Champions League | Tenerife | 4  | 0  | 10.6 | .455 | .000 | 1.000 | .5  | .3  | .0  | .0  | 3.5 |
| 2018-19 | Champions League | Tenerife | 7  | 0  | 5.7  | .308 | .333 | .500  | 1.0 | .6  | .1  | .0  | 1.6 |
| Total   | Total            | Total    | 11 | 0  | 7.5  | .375 | .250 | .750  | .8  | .5  | .1  | .0  | 2.3 |